# Gloria Pizzichini
Gloria Pizzichini, née le 24 juillet 1975 à Osimo, dans la région des Marches en Italie est une joueuse de tennis italienne, professionnelle de 1993 à 2005.
Au cours de sa carrière, elle a remporté un tournoi WTA en simple.

## Palmarès

### Titre en simple dames
| No | Date       | Nom et lieu du tournoi   | Catégorie | Dotation  | Surface      | Finaliste      | Score    |          |
| -- | ---------- | ------------------------ | --------- | --------- | ------------ | -------------- | -------- | -------- |
| 1  | 29/04/1996 | “M” Elektronika Cup, Bol | Tier IV   | 107 500 $ | Terre (ext.) | Silvija Talaja | 6-0, 6-2 | Parcours |

### Finale en simple dames
Aucune

## Parcours en Grand Chelem

### En simple dames
| Année | Open d'Australie | Open d'Australie | Internationaux de France | Internationaux de France | Wimbledon       | Wimbledon        | US Open         | US Open             |
| ----- | ---------------- | ---------------- | ------------------------ | ------------------------ | --------------- | ---------------- | --------------- | ------------------- |
| 1993  | 1er tour (1/64)  | Monica Seles     | 1er tour (1/64)          | Jennifer Santrock        | 3e tour (1/16)  | Miriam Oremans   | 1er tour (1/64) | Martina Navrátilová |
| 1995  | -                | -                | -                        | -                        | 1er tour (1/64) | Andrea Temesvári | -               | -                   |
| 1996  | -                | -                | 3e tour (1/16)           | M.J. Fernández           | 2e tour (1/32)  | Gigi Fernández   | 1er tour (1/64) | Åsa Svensson        |
| 1997  | 1er tour (1/64)  | Arantxa Sánchez  | 2e tour (1/32)           | Martina Hingis           | 1er tour (1/64) | Cristina Torrens | 1er tour (1/64) | Anke Huber          |
| 1998  | 1er tour (1/64)  | Nirupama Sanjeev | -                        | -                        | -               | -                | -               | -                   |
| 1999  | 1er tour (1/64)  | Elena Dementieva | -                        | -                        | -               | -                | -               | -                   |
| 2000  | -                | -                | -                        | -                        | -               | -                | 2e tour (1/32)  | Francesca Schiavone |
| 2001  | -                | -                | -                        | -                        | -               | -                | 1er tour (1/64) | Angeles Montolio    |
| 2002  | 1er tour (1/64)  | Kristie Boogert  | -                        | -                        | -               | -                | -               | -                   |

À droite du résultat, l’ultime adversaire.

### En double dames
| Année | Open d'Australie             | Open d'Australie          | Internationaux de France    | Internationaux de France | Wimbledon                    | Wimbledon                 | US Open                       | US Open                   |
| ----- | ---------------------------- | ------------------------- | --------------------------- | ------------------------ | ---------------------------- | ------------------------- | ----------------------------- | ------------------------- |
| 1995  | -                            | -                         | -                           | -                        | -                            | -                         | 1er tour (1/32) F. Perfetti   | G. Fernández N. Zvereva   |
| 1997  | 1er tour (1/32) A. Lettiere  | Gorrochategui A. Montolio | 3e tour (1/8) Silvia Farina | M. Hingis A. Sánchez     | 2e tour (1/16) Laura Garrone | Yayuk Basuki Caroline Vis | 1er tour (1/32) Laura Garrone | N. Medvedeva E. Tatarkova |
| 1998  | 1er tour (1/32) Lea Ghirardi | S. Asagoe Pavlina Nola    | -                           | -                        | -                            | -                         | -                             | -                         |
| 1999  | 1er tour (1/32) C. Papadáki  | M. de Swardt E. Tatarkova | -                           | -                        | -                            | -                         | -                             | -                         |

Sous le résultat, la partenaire ; à droite, l’ultime équipe adverse.

## Parcours en Fed Cup
| #                                                               | Date       | Lieu               | Surface         | Gagnante(s)                         | Perdante(s)                     | Score    |          |
|                                                                 |            |                    |                 |                                     |                                 |          |          |
| 1997 - Barrage (groupe mondial II) - Indonésie - Italie - 0 : 5 |            |                    |                 |                                     |                                 |          |          |
| 1                                                               | 12/07/1997 | Jakarta            | Terre (ext.)    | Francesca Lubiani Gloria Pizzichini | Liza Andriyani Eny Sulistyowati | 6-1, 6-2 | Parcours |
|                                                                 |            |                    |                 |                                     |                                 |          |          |
| 2001 - 1er tour (groupe mondial) - Italie - Croatie - 4 : 1     |            |                    |                 |                                     |                                 |          |          |
| 2                                                               | 28/04/2001 | Bassano del Grappa | Moquette (int.) | Gloria Pizzichini Roberta Vinci     | Matea Mezak Karolina Šprem      | 6-1, 7-5 | Parcours |

## Classements WTA en fin de saison

### En simple
| Année | 1990 | 1991 | 1992 | 1993 | 1994 | 1995 | 1996 | 1997 | 1998 | 1999 | 2000 | 2001 | 2002 | 2003 | 2004 | 2005 |
| Rang  | 580  | 248  | 89   | 206  | 235  | 267  | 45   | 86   | 663  | 215  | 136  | 221  | 256  | 939  | 606  | 630  |

Source : (en) « Classements de Gloria Pizzichini », sur le site officiel du WTA Tour

### En double
| Année | 2001 | 2002 | 2003 | 2004 | 2005 |
| Rang  | 200  | 324  | -    | 868  | 842  |

Source : (en) « Classements de Gloria Pizzichini », sur le site officiel du WTA Tour